# (241099) 2007 GH2
(241099) 2007 GH2 lub K07G02H – planetoida odkryta wiosną 2007 roku przez polskich uczniów, należąca do grupy trojańczyków Jowisza.

## Odkrycie
Odkrycia dokonano w ramach Międzynarodowej Kampanii Poszukiwania Asteroid (International Asteroid Search Campaign, IASC). Szkoły biorą w niej udział dzięki współpracy z programem Hands on Universe-Europe. Uczniowie analizują otrzymane zdjęcia fragmentów nieba, na których przy pomocy specjalnego oprogramowania poszukują obiektów poruszających się na tle gwiazd.
Odkrycia dokonali uczniowie Gimnazjum nr 16, Krzysztof Będkowski i Jakub Zaborowski oraz uczeń XIII LO, Tomasz Niedźwiedź pod kierunkiem nauczyciela fizyki, Tomasza Skowrona. Obydwie szkoły wchodzą w skład Zespołu Szkół Ogólnokształcących nr 7 w Szczecinie.

## Konkurs na nazwę
W związku z dokonaniem odkrycia planetoidy przez polskich uczniów, Międzynarodowa Unia Astronomiczna wydała pozwolenie na nadanie jej nazwy wybranej przez Polaków. Odkrywcy zdecydowali jednak podzielić się tym przywilejem z uczniami wszystkich zachodniopomorskich szkół i wybrać nazwę w drodze konkursu.